# Oreocharis heterandra
Oreocharis heterandra är en tvåhjärtbladig växtart som beskrevs av Ding Fang och D.H. Qin. Oreocharis heterandra ingår i släktet Oreocharis och familjen Gesneriaceae. Inga underarter finns listade i Catalogue of Life.